# (3681) Boyan
(3681) Boyan es un asteroide perteneciente al cinturón de asteroides, descubierto el 27 de agosto de 1974 por la astrónoma soviética Liudmila Chernyj desde el Observatorio Astrofísico de Crimea (República de Crimea), Rusia).

## Designación y nombre
Designado provisionalmente como 1974 QO2. Fue nombrado Boyan en homenaje a la ciudad rusa Bojan.